# Gran Premi de Singapur del 2013
El Gran Premi de Singapur de Fórmula 1 de la temporada 2013 s'ha disputat al Circuit de Singapur, del 20 al 22 de setembre del 2013.

## Resultats de la qualificació

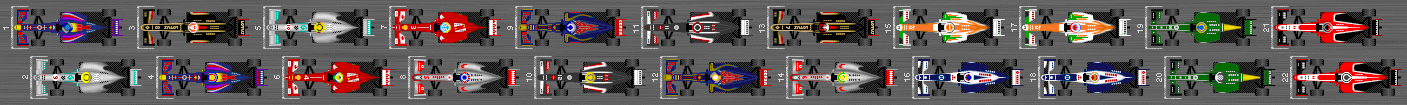
La graella de qualificació del GP de Singapur 2013.

| Pos                 | No | Pilot               | Constructor          | Part 1   | Part 2   | Part 3      | Sortida |
| ------------------- | -- | ------------------- | -------------------- | -------- | -------- | ----------- | ------- |
| 1                   | 1  | Sebastian Vettel    | Red Bull-Renault     | 1:45.376 | 1:42.905 | 1:42.841    | 1       |
| 2                   | 9  | Nico Rosberg        | Mercedes             | 1:45.208 | 1:43.892 | 1:42.932    | 2       |
| 3                   | 8  | Romain Grosjean     | Lotus-Renault        | 1:45.851 | 1:43.957 | 1:43.058    | 3       |
| 4                   | 2  | Mark Webber         | Red Bull-Renault     | 1:45.271 | 1:43.272 | 1:43.152    | 4       |
| 5                   | 10 | Lewis Hamilton      | Mercedes             | 1:44.196 | 1:43.920 | 1:43.254    | 5       |
| 6                   | 4  | Felipe Massa        | Ferrari              | 1:45.658 | 1:44.376 | 1:43.890    | 6       |
| 7                   | 3  | Fernando Alonso     | Ferrari              | 1:45.115 | 1:44.153 | 1:43.938    | 7       |
| 8                   | 5  | Jenson Button       | McLaren-Mercedes     | 1:45.009 | 1:44.497 | 1:44.282    | 8       |
| 9                   | 19 | Daniel Ricciardo    | Toro Rosso-Ferrari   | 1:45.379 | 1:44.407 | 1:44.439    | 9       |
| 10                  | 12 | Esteban Gutiérrez   | Sauber-Ferrari       | 1:45.483 | 1:44.245 | Sense temps | 10      |
| 11                  | 11 | Nico Hülkenberg     | Sauber-Ferrari       | 1:45.381 | 1:44.555 |             | 11      |
| 12                  | 18 | Jean-Éric Vergne    | Toro Rosso-Ferrari   | 1:45.657 | 1:44.588 |             | 12      |
| 13                  | 7  | Kimi Räikkönen      | Lotus-Renault        | 1:45.522 | 1:44.658 |             | 13      |
| 14                  | 6  | Sergio Pérez        | McLaren-Mercedes     | 1:45.164 | 1:44.752 |             | 14      |
| 15                  | 15 | Adrian Sutil        | Force India-Mercedes | 1:45.960 | 1:45.185 |             | 15      |
| 16                  | 17 | Valtteri Bottas     | Williams-Renault     | 1:45.982 | 1:45.388 |             | 16      |
| 17                  | 14 | Paul di Resta       | Force India-Mercedes | 1:46.121 |          |             | 17      |
| 18                  | 16 | Pastor Maldonado    | Williams-Renault     | 1:46.619 |          |             | 18      |
| 19                  | 20 | Charles Pic         | Caterham-Renault     | 1:48.111 |          |             | 19      |
| 20                  | 21 | Giedo van der Garde | Caterham-Renault     | 1:48.320 |          |             | 20      |
| 21                  | 22 | Jules Bianchi       | Marussia-Cosworth    | 1:48.830 |          |             | 21      |
| 22                  | 23 | Max Chilton         | Marussia-Cosworth    | 1:48.930 |          |             | 22      |
| 107% temps:1:51.489 |    |                     |                      |          |          |             |         |
| Font:               |    |                     |                      |          |          |             |         |

## Resultats de la Cursa
| Pos   | No | Pilot               | Constructor          | Voltes | Temps / Retirada | Pos.Sortida | Punts |
| ----- | -- | ------------------- | -------------------- | ------ | ---------------- | ----------- | ----- |
| 1     | 1  | Sebastian Vettel    | Red Bull-Renault     | 61     | 1h :59' 13. 132  | 1           | 25    |
| 2     | 3  | Fernando Alonso     | Ferrari              | 61     | + 32.627 s       | 7           | 18    |
| 3     | 7  | Kimi Räikkönen      | Lotus-Renault        | 61     | + 43.920 s       | 13          | 15    |
| 4     | 9  | Nico Rosberg        | Mercedes             | 61     | + 51.155 s       | 2           | 12    |
| 5     | 10 | Lewis Hamilton      | Mercedes             | 61     | + 53.159 s       | 5           | 10    |
| 6     | 4  | Felipe Massa        | Ferrari              | 61     | + 1' 03.877 min. | 6           | 8     |
| 7     | 5  | Jenson Button       | McLaren-Mercedes     | 61     | + 1' 23.354 min. | 8           | 6     |
| 8     | 6  | Sergio Pérez        | McLaren-Mercedes     | 61     | + 1' 23.820 min. | 14          | 4     |
| 9     | 11 | Nico Hülkenberg     | Sauber-Ferrari       | 61     | + 1' 24.261 min. | 11          | 2     |
| 10    | 15 | Adrian Sutil        | Force India-Mercedes | 61     | + 1' 24.688 min. | 15          | 1     |
| 11    | 16 | Pastor Maldonado    | Williams-Renault     | 61     | + 1' 28.479 min. | 18          |       |
| 12    | 12 | Esteban Gutiérrez   | Sauber-Ferrari       | 61     | + 1' 37.894 min. | 10          |       |
| 13    | 17 | Valtteri Bottas     | Williams-Renault     | 61     | + 1' 45.161 min. | 16          |       |
| 14    | 18 | Jean-Éric Vergne    | Toro Rosso-Ferrari   | 61     | + 1':53.512 min. | 12          |       |
| 15    | 2  | Mark Webber         | Red Bull-Renault     | 60     | Pèrdua d'aigua1  | 4           |       |
| 16    | 21 | Giedo van der Garde | Caterham-Renault     | 60     | + 1 Volta        | 20          |       |
| 17    | 23 | Max Chilton         | Marussia-Cosworth    | 60     | + 1 Volta        | 22          |       |
| 18    | 22 | Jules Bianchi       | Marussia-Cosworth    | 60     | + 1 Volta        | 21          |       |
| 19    | 20 | Charles Pic         | Caterham-Renault     | 60     | + 1 Volta        | 19          |       |
| 20    | 14 | Paul di Resta       | Force India-Mercedes | 54     | Accident1        | 17          |       |
| Ret   | 8  | Romain Grosjean     | Lotus-Renault        | 37     | Pneumàtics       | 3           |       |
| Ret   | 19 | Daniel Ricciardo    | Toro Rosso-Ferrari   | 23     | Accident         | 9           |       |
| Font: |    |                     |                      |        |                  |             |       |

Notes
- ^1  — Mark Webber i Paul di Resta no van completar la cursa però es comptabilitzen a la classificació per haver disputat el 90% de la cursa.[4]